# Richard Fell
Richard Taylor Fell (drager van de Royal Victorian Order) (geboren 11 november 1948) was de Britse hoge commissaris van Nieuw-Zeeland en Samoa en van 6 september 2001 tot 2006 ook van de Britse koloniale gouverneur van de Pitcairneilanden. Hij werd opgevolgd door George Fergusson.
Hij is getrouwd en heeft 3 zonen.

## Relatie met Pitcairn
Fell werd niet erg gewaardeerd door de bewoners van Pitcairn (het enige bewoonde eiland van de Pitcairneilanden). Niet alleen ontsloeg hij de, door de eilanders geliefde, eilandcommissaris (afgevaardigde) Leon Salt, maar ook was hij ervoor verantwoordelijk dat de Britse overheid besloot dat er politie officieren en sociale werkers naar het eiland werden gestuurd. Ten slotte waren veel eilanders er niet blij mee dat hij de verkrachtingszaken op het eiland in de openbaarheid bracht. Dit laatste heeft ertoe geleid dat er 6 mannen werden veroordeeld, waarvan 4 gevangenisstraf kregen. Deze veroordeelden zijn echter momenteel nog vrij, daar ze een hoger beroep afwachten van de Britse Geheime Raad (de adviescommissie van de Britse koningin). De eilanders zijn bang dat als de 4 worden veroordeeld, de eilandbewoners niet langer in hun onderhoud kunnen voorzien, daar dit meteen een derde van de mannelijke bevolking is. Hierdoor zou de eilandbevolking misschien moeten worden geëvacueerd, omdat ze anders niet in hun eigen onderhoud kunnen voorzien.
Ten slotte waren ze boos op hem omdat tijdens zijn  leiderschap de reguliere bootdienst naar hun haven Bounty Bay werd stopgezet. Hierdoor komt er geen regelmatige opbrengst meer binnen.
Fell gebruikte zijn positie tijdens het verkrachtingschandaal om Steve Christian (de burgemeester van Pitcairn) af te zetten, die was betrokken bij de verkrachtingen en weigerde af te treden. Steve werd opgevolgd door zijn zus Brenda (interrim), die tijdens verkiezingen in 2004 werd verslagen door Jay Warren.